# Нарапаті (володар М'яу-У)
Нарапаті (*бірм. နာရပတိ, д/н — 13 грудня 1645) — 22-й володар М'яу-У в 1638—1645 роках. Повне тронне ім'я Сінпхютхакін Сіннітакін Нарапатіґ'ї (бірм. ဆင်ဖြူသခင် ဆင်နီသခင် နရပတိကြီး).

## Життєпис
Був праонуком Мінбіном, володаря М'яу-У. Про батьків відсутні відомості. Замолоду звався Нгакутхала. Входив до кола вищої знаті. Наприкінці панування Тхірі Тхудгамми став коханцем дружини останнього Натшинме.
1638 року Тхірі Тхудгамма, а влада перейшла до його сина Мінсаная. Через 20 днів того отруїла власна матір Натшинме, яка оголосила, що володар помер від віспи. Трон внаслідок інтриг перейшов до Нгакутхали, що прийняв тронне ім'я Нарапаті («Володар народу»).
Щоб забезпечити своє становище, Нарапаті вбив багатьох представників правлячої династії, родичів і сановників. Це спричинило втечу значної частини знаті до Читтагонгу. Спроби підкорити повсталих не дали результату. Це стало початком послаблення держави. Також значну небезпеку стали становити пірати з острова Діанга (навпроти Читтагонгу), зменшуючи доходи від міжнародної торгівлі. Складними були стосунки з Голландською Ост-Індською компанією, що були конкурентами португальських торгівців, з якими у М'яу-У були загалом гарні відносини.
1640 року встановив дипломатичні відносини з Тхалуном, володарем імперії Таунгу. Втім складними залишалися відносини з імперією Великих Моголів. Тогож року було придушено повстання в місті Лаунггьєт. Помер 1645 року. Йому спадкував син Тадо.